# Luise Däger-Gregori

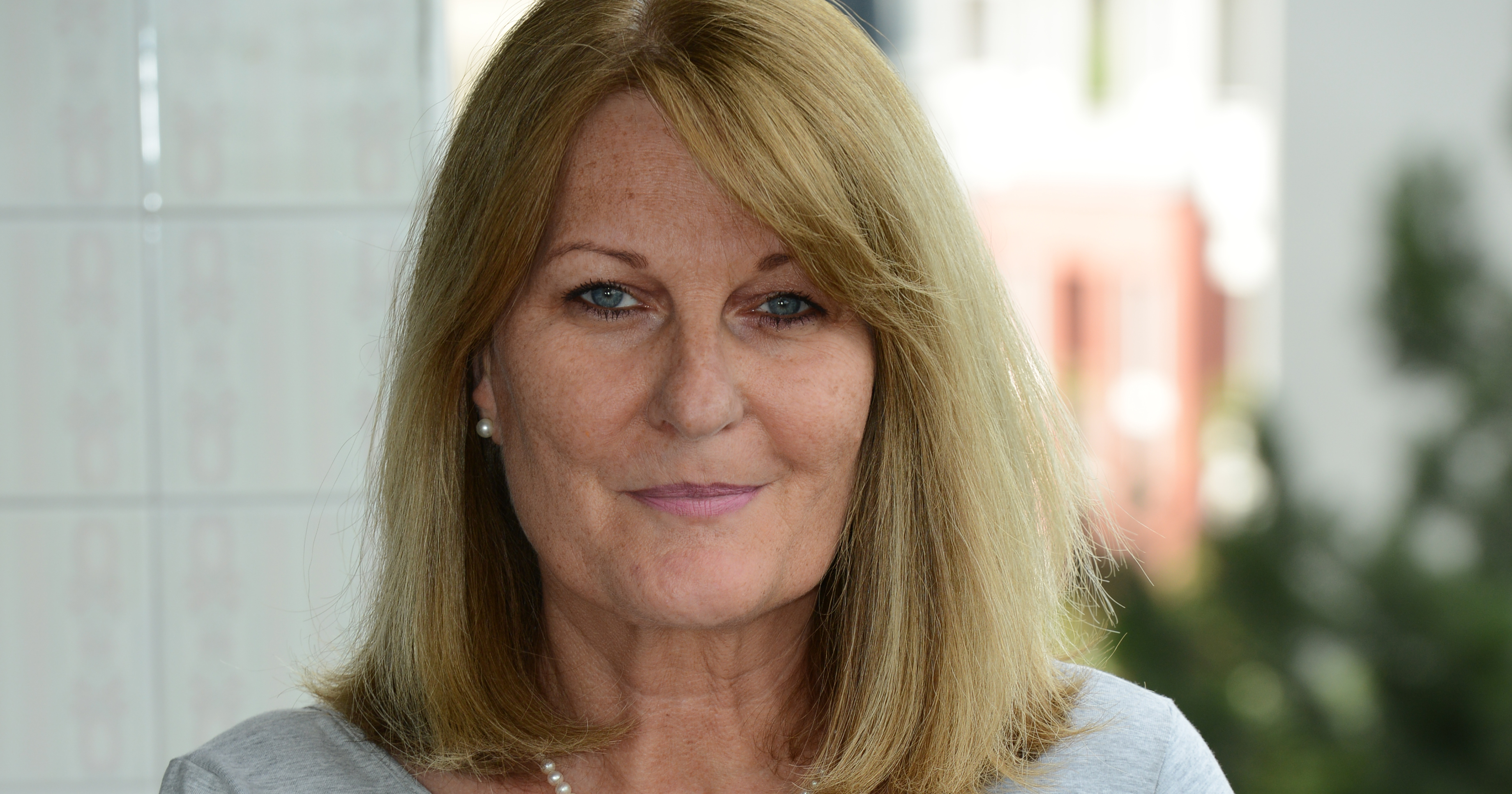
Luise Däger-Gregori 2016

Luise Däger-Gregori (* 24. April 1959 in Villach) ist eine österreichische Politikerin (SPÖ) sowie Abgeordnete zum Wiener Landtag und Mitglied des Wiener Gemeinderats.

## Ausbildung und Beruf
Däger-Gregori erhielt 1978 das Diplom der allgemeinen Gesundheits- und Krankenpflege am Allgemeinen Krankenhaus der Stadt Wien. Es folgten Sonderausbildungskurse sowie 2005 der Universitätslehrgang „Nursing Science“ Pflegemanagement an der Donauuniversität in Krems. 2007 machte sie eine Ausbildung zum „NLP-Practitioner“, 2008 eine Ausbildung zum „Master Practitioner“. Seit 2007 ist Däger-Gregori Oberin/Referentin in der Wiener Pflege-, Patientinnen- und Patientenanwaltschaft für den Bereich Pflege und Betreuung in Wien zuständig.

## Politik und Funktionen
Däger-Gregori ist seit 2006 bei der SPÖ Donaustadt aktiv. Von 2012 bis 2016 war sie Bezirksrätin in der Bezirksvertretung Donaustadt, seit 2015 ist sie stellvertretende Vorsitzende in der Bezirksvertretung. Seit 25. Mai 2016 ist sie Abgeordnete zum Wiener Landtag und Mitglied des Wiener Gemeinderats. Däger-Gregori ist Mitglied des Gemeinderatsausschusses für Stadtentwicklung, Verkehr, Klimaschutz, Energieplanung und BürgerInnenbeteiligung und der Steuerungsgruppe Stadtumland-Management. Sie ist weiters als Mitglied im Beirat des Fonds Sozialen Wien, der Wiener Gesundheitsplattform, dem Kuratorium Wiener Pensionistenwohnhäuser und der gemeinderätlichen Behindertenkommission aktiv. Seit 2006 ist sie Partnerstädtebeauftragte der SPÖ Donaustadt mit den Bezirken: Huangpu–Shanghai/China und Arakawa/Tokyo/Japan.

## Privates
Luise Däger-Gregori ist verheiratet und hat eine Tochter.